# New Haw
New Haw – wieś w Anglii, w hrabstwie Surrey, w dystrykcie Runnymede. Leży 31 km na południowy zachód od centrum Londynu. Miejscowość liczy 5646 mieszkańców.